# Rudolf Haunschmied
Rudolf Anton Haunschmied (1966 - ) est un historien et écrivain autrichien.

## Biographie
Haunschmied a grandi à Sankt Georgen an der Gusen et vit à Traun. 
En plus de sa formation d'ingénieur en mécanique, il a travaillé à un jeune âge à l'étude de l'histoire nazie dans les camps de concentration de Gusen.
En 1986, membre fondateur du groupe de travail pour les soins à domicile, des monuments et des soins historique de Sankt Georgen (AHDG) et plus tard du Comité dédié à la mémoire des victimes du camp de concentration de Gusen (Comité Memorial de Gusen), il a publié en 1989, à la demande de la ville de Sankt Georgen, ses recherches sur l'histoire du camp de concentration. Il a également dirigé des excursions sur les traces des anciens camps de concentration de Gusen I, Gusen II et Gusen III. 
En 1995, il organise avec Pierre Serge Choumoff de l'Amicale de Mauthausen, Paris une plate-forme qui implique plusieurs communautés politiques, la première commémoration international dans les camps de concentration de Gusen. 
En 1996 et 1997, il a été l'initiateur de deux jumelages et eu 2000 à l'invitation du ministre fédéral autrichien de l'Intérieur, il participe à l'initiative de réforme du camp de concentration de Mauthausen, qui a conduit à l'ouverture d'un nouveau Mémorial de Gusen en 2004. En 2012, il fournit le matériel de la nouvelle exposition permanente dans le camp de concentration de Mauthausen.
De 2005 à 2007, il a été impliqué dans la réalisation du projet d'art Chemin de l'écoute.

## Ouvrages
- (de) Zum Gedenken 1938 bis 1945 [« En mémoire 1938-1945 »] (PDF; 5,5 MB), dans: 300 Jahre erweitertes Marktrecht St. Georgen/Gusen, St. Georgen a.d. Gusen, 1989
- (de) Geschichtespaziergänge [« Randonnées historiques »] in St. Georgen und Gusen, lieu dans les années 1993 à 2005 dans le Volkshochschule der Arbeiterkammer [«Cadre du Collège communautaire du Travail »], Branche St. Georgen an der Gusen
- (de) Konzentrationslager Gusen, dans Unsere Heimat der Bezirk Perg [« Notre maison le district Perg »], Verein zur Herausgabe eines Bezirksheimatbuches [« Association pour la publication d'un livre sur l'histoire de district pour le district Perg »], Perg 1995
- (de) Gusen - Eine Manifestation österreichischen Vergessens [« Une manifestation oubli autrichien »]?, dans Christoph Mayer, Das unsichtbare Lager [« Le camp invisible »] - Audioweg Gusen, Berlin 2007
- (de) Coauteur avec Alfred Grau: Der Zusammenbruch 1945 wie wir ihn erlebten, dans: St. Georgener Heimatblätter (2007)
- (en) Coauteur avec Jan-Ruth Mills, Siegi Witzany-Durda, St. Georgen-Gusen-Mauthausen - Concentration Camp Mauthausen Reconsidered, BoD, Norderstedt 2008,  (ISBN 9783833474408), disponible dans Google-Books St. Georgen-Gusen-Mauthausen
- (it) Getta la pietra! Il lager di Gusen-Mauthausen, Mimesis Edizioni, Milano, 2008  (ISBN 9788884837240), disponible dans Google Livres Getta la pietra! Il lager di Gusen-Mauthausen
- (de) Bundesministerium für Inneres: Zur aktuellen Diskussion um Bergkristall [« Le débat actuel sur le usine souterrain Bergkristall »], Documentation, Vienne 2009
- (en) B8 Bergkristall - Historical Visit of the International Mauthausen Committee [« Visite historique du Comité international de Mauthausen »], May 7, 2010, Gusen Memorial Committee, 2010
- (de) NS-Geschichte [« L'histoire nazie »] 1938-1945, dans: 400 Jahre Markt St. Georgen an der Gusen, St. Georgen a.d. Gusen, 2011
- (en) Éditeur pour Karl Littner, Life Hanging on a Spider Web - From Auschwitz-Zasole to Gusen II, BoD, Norderstedt, 2011  (ISBN 9783842398405), disponible dans Google Livres Life Hanging on a Spider Web
- (de) Zur Geschichte des Lagerteiles Gusen im ehemaligen KZ-Doppellager Mauthausen-Gusen [« L'histoire de la partie de Gusen dans l'ancien camp de concentration bifurqué de Mauthausen-Gusen »], dans: Überleben durch Kunst [« Survie à travers l'art »] - Zwangsarbeit im Konzentrationslager Gusen für das Messerschmittwerk Regensburg [« Le travail forcé dans les camps de concentration de Gusen pour l'usine Messerschmitt Ratisbonne »], Dr. Peter Morsbach Verlag, Ratisbonne, 2012  (ISBN 978-3-937527-52-9)
- (de) Die Bevölkerung von St. Georgen/Gusen und Langenstein. Umgang mit der Lagergeschichte, Ablehnung und Initiativen zur Bewahrung [« La population de St. Georgen/Gusen et Langenstein, traitement à l'histoire du camp. Rejet et initiatives de préservation »], dans: Gedenkstätten für die Opfer des Nationalsozialismus in Polen und Österreich [« Mémoriaux pour les victimes du national-socialisme en Pologne et en Autriche »] - Bestandsaufnahmen und Entwicklungsperspektiven [« Actes de la Conférence sur le Centre Scientifique de l´Academie Polonaise des Sciences en Septembre 2010 à Vienne »] Peter Lang Edition, Francfort sur Main, 2013  (ISBN 978-3-631-62461-6)
- (de) Zur Bedeutung des Pfarrgebietes von St. Georgen/Gusen als Schluesselregion zur Ausbeutung von KZ-Haeftlingen durch die Schutzstaffel, dans: Denk.Statt Johann Gruber - Neue Wege der Erinnerungskultur, Wagner Verlag, Linz/Donau 2014,  (ISBN 978-3-902330-93-2)
- (de) Zur Landnahme der Schutzstaffel im Raum St. Georgen-Gusen-Mauthausen, dans: Oberoesterreichische Heimatblaetter, 69. Jahrgang, Heft 3/4, Amt der OOe. Landesregierung, Direktion Kultur, Linz/Donau 2015,  (ISBN 3-85393-021-2)
- (en)The Gusen II Jew Camp and the Messerschmitt Bergkristall underground plane factory in St. Georgen on the Gusen, dans: Joseph Fisher, The Heavens were Walled In, New Academic Press, Vienne 2017, p. 175 ff.  (ISBN 978-3-7003-1956-6)

## Reconnaissances
- Prix pour réalisations culturelles exceptionnelles de la communauté de Sankt Georgen an der Gusen (1990)
- Prix de la province de Haute-Autriche - Concours d'idées pour l'éducation des adultes (1995), lauréat avec les autres comme promoteur de la plate-forme 75 années République - Du passé au futur
- Médaille de mérite de la province de Haute-Autriche (2008)
- Consultant pour la science du gouvernement de Haute-Autriche (2013)
- Złoty Medal Opiekuna Miejsc Pamięci Narodowej - Médaille d'or pour les gardiens des lieux de la mémoire nationale polonais (2014)
- Insigne d'or de l'ordre du Mérite autrichien (2015)
- Médaille de mérite en or municipalité Langenstein (2016)
- pl:Odznaka honorowa „Zasłużony dla Kultury Polskiej” - Médaille pour la culture polonaise (2017)
- pl:Złota Sowa Polonii - Chouette d´or (2019)
- Titre professionnel "Professeur" (2021)
- Plaque d'honneur du Klub Mauthausen-Gusen, Varsovie (2022)
- Médaille VIRTUS ET FRATERNITAS décernée par le Président de la République de Pologne, Andrzej Duda (2024)